# Contes cruels (Mirbeau)
Contes cruels ("Racconti crudeli" in francese) è il titolo di due volumi di racconti e novelle dello scrittore francese Octave Mirbeau, pubblicati nel 1885 e 1894 e in unica raccolta nel 1990. Questo titolo è ripreso dai racconti pubblicati precedentemente da Villiers de l'Isle-Adam, amico per il quale Mirbeau provava una grande ammirazione.

## Storia editoriale
Tutti questi racconti sono apparsi nei grandi quotidiani dell'epoca. Soltanto alcuni sono stati pubblicati in volume dallo scrittore con il titolo Lettres de ma chaumière (Lettere dalla mia capanna, 1885) e Contes de la chaumière (Racconti dalla capanna, 1894). Altri, più numerosi, sono stati pubblicati dalla vedova in forma di raccolte o libriccini dall'editore Flammarion e tradotti in italiano (La Botte di sidro), in spagnolo e in tedesco.

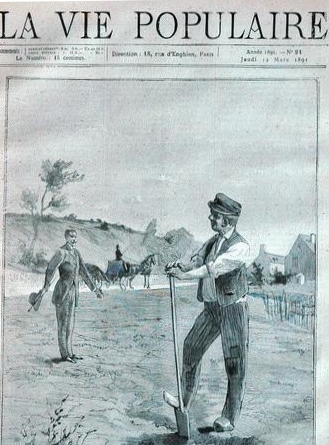
Octave Mirbeau, "Le Rebouteux", La Vie populaire, 12 mars 1891

Mirbeau vede nei racconti una preziosa occasione di variare le sue scalette trattando argomenti tematici, schizzando personaggi e situazioni che troveranno sviluppi più ampi nelle opere romanzesche.

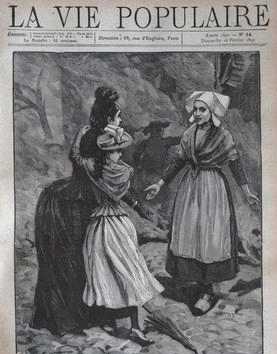
Octave Mirbeau, "Le Nid de frelons", La Vie populaire, 16 février 1890

Ma per Mirbeau non si tratta di ridurre i suoi racconti per la stampa a volgari divertimenti, anzi egli intende sovvertire il genere: invece di rassicurare e d'incoraggiare il misoneismo e la buona coscienza dei suoi lettori borghesi, egli li turberà e li costringerà a «guardare Medusa in faccia». Lo humor stridente e l'orrore che provoca non hanno nulla di gratuito, ma servono invece a sconvolgere il conforto morale e intellettuale del lettorato per costringerlo a reagire: tale sovversione è preferibile a quell'indifferenza delle mandrie che vengono mandate al macello… o alle urne!

## Tematiche
Le tematiche trattate suscitano uno choc pedagogico: la tragedia della condizione umana e «l'orrore d'essere un uomo»; la sofferenza insita nell'esistenza; il sadismo, gli impulsi omicidi e la legge della sopraffazione su cui poggiano le società; l'incomunicabilità e la guerra tra i sessi; e l'esistenza derisoria di esseri umani ridotti a larve, quindi disumanizzati da una società oppressiva e alienante. Prima de Il giardino dei supplizi, Mirbeau compila in questi racconti un inventario delle infamie umane e della sofferenza universale: «L'uomo si trascina sfibrato, dalle torture ai supplizi, dal nulla della vita al nulla della morte.»
I racconti di Mirbeau, zeppe di allusioni polemiche all'attualità, sono il complemento delle sue cronache giornalistiche, dove egli si abbandona a una contestazione radicale di tutte le istituzioni e vi attacca tutte le forme del male sociale di fine secolo: il clericalismo che avvelena gli animi; il nazionalismo che spinge al crimine; il revanscismo portatore di guerra; l'antisemitismo omicida; il colonialismo genocida; il cinismo dei politici che truffano gli elettori; il sadismo delle «anime di guerra»; la miseria dei proletari delle città e delle campagne; la prostituzione, lo sfruttamento dei poveri e l'esclusione sociale. Lungi dall'essere solo un surrogato inoffensivo, i racconti crudeli di Mirbeau costituiscono una vera impresa di demistificazione.

## Elenco dei racconti
- Veuve [Je me préparais à sonner au presbytère...]
- Le tripot aux champs
- Le père Nicolas
- Le crapaud
- La mort du père Dugué
- Kervilahouen
- L'enfant mort
- Vers le bonheur
- La tristesse de maît'Pitaut
- Les corneilles
- La puissance des lumières
- L'octogénaire
- Dans l'antichambre
- ? [La Bouille est...]
- Une bonne affaire
- Les bouches inutiles
- Des passants
- Un fou
- Solitude !
- Les hantises de l'hiver
- Les âmes simples
- Paysage d'été
- Tatou
- Parquons les bigorneaux
- En traitement [Dans le jardin de l'hôtel...]
- En traitement [Avant de quitter les Pyrénées...]
- Les millions de Jean Loqueteux
- Les perles mortes
- Enfin, seul !
- La chambre close
- La chanson de Carmen
- Les eaux muettes
- Gavinard
- La tête coupée
- La mort du chien
- Mon oncle
- Le colporteur
- Rabalan
- L'assassin de la rue Montaigne
- Avant l'enterrement
- Le petit gardeur de vaches
- Maroquinerie
- La pipe de cidre
- Un mécontent
- Un gendarme
- La p'tite
- L'homme au grenier
- Le vieux Sbire
- Un voyageur
- Puvisse Déchavane
- Le lièvre
- En viager
- Paysage de foule
- Le petit pavillon
- Paysage d'hiver [L'autre jour, j'étais invité...]
- Le dernier voyage
- Un joyeux drille !
- Monsieur Joseph
- La livrée de Nessus
- En traitement [Comme je montais m'habiller...]
- L'embaumeur
- Le pantalon
- La peur de l'âne
- La vieille aux chats
- Paysage d'automne
- Paysage de foule
- Un homme sensible
- Âmes de guerre
- Le numéro 24
- Paysages d'automne
- Piédanat
- Pauvre Tom !
- Histoire de chasse
- La belle sabotière
- Le bain
- Le pauvre sourd
- Vieux pochard
- En promenade
- Mémoires pour un avocat
- Le pont
- Pauvre voisin
- Précocité
- La villa hantée
- Veuve [En rentrant chez moi...]
- La bague
- Clotilde et moi
- La bonne
- Le petit mendiant
- La guerre et l'homme
- L'enfant
- Agronomie
- Conte
- Le rebouteux
- Croquis bretons
- Le rat de cave
- Monsieur le recteur
- Paysage d'hiver [Voici la scène...]
- Les abandonnés
- Un baptême
- La folle
- Colonisons
- ? [Mon ami B. fut toute sa vie...]
- L'oiseau sacré
- Une perquisition en 1894
- Le mur
- Sur la route
- Un point de vue
- Le Polonais
- Les marchandes du temple
- Au pied d'un hêtre
- Le tronc
- Pantomime départementale
- Maroquinerie
- Le tambour
- À Cauvin
- Récit avant le gala
- Pour M. Lépine
- Le gamin qui cueillait les cèpes
- La fée Dum-Dum
- La vache tachetée
- Dépopulation
- Le portefeuille
- Il est sourd !
- Après 1789 !
- Âmes de guerre
- Ils étaient tous fous
- Un raté
- Nocturne parisien
- La justice de paix
- La table d'hôte
- Un poète local
- Le nid de frelons
- Les deux amis
- La première émotion
- Un administrateur
- Monsieur Quart
- Les souvenirs d'un pauvre diable
- Pour s'agrandir
- Mon pantalon !
- En attendant l'omnibus
- Le petit vicomte
- En traitement [M. Isidore-Joseph Tarabustin...]
- Homards à l'américaine
- Les deux voyages
- Jour de congé
- Tableau parisien